# Campionati europei di nuoto in vasca corta 1999
I settimi Campionati europei di nuoto in vasca corta si sono svolti a Lisbona (Portogallo) dal 9 al 12 dicembre 1999.

## Medagliere
| Posizione | Paese         | Oro | Argento | Bronzo | Totale |
| --------- | ------------- | --- | ------- | ------ | ------ |
| 1         | Svezia        | 9   | 7       | 1      | 17     |
| 2         | Germania      | 6   | 12      | 8      | 26     |
| 3         | Ucraina       | 5   | 1       | 3      | 9      |
| 4         | Gran Bretagna | 3   | 3       | 9      | 15     |
| 5         | Paesi Bassi   | 3   | 1       | 2      | 6      |
| 6         | Spagna        | 2   | 2       | 1      | 5      |
| 7         | Croazia       | 2   | 1       | 0      | 3      |
| 7         | Slovacchia    | 2   | 1       | 0      | 3      |
| 9         | Islanda       | 2   | 0       | 0      | 2      |
| 10        | Danimarca     | 1   | 2       | 0      | 3      |
| 11        | Italia        | 1   | 1       | 2      | 4      |
| 12        | Belgio        | 1   | 0       | 1      | 2      |
| 12        | Russia        | 1   | 0       | 1      | 2      |
| 14        | Francia       | 1   | 0       | 0      | 1      |
| 15        | Ungheria      | 0   | 3       | 0      | 3      |
| 16        | Bielorussia   | 0   | 1       | 1      | 2      |
| 16        | Svizzera      | 0   | 1       | 1      | 2      |
| 16        | Portogallo    | 0   | 1       | 1      | 2      |
| 16        | Slovenia      | 0   | 1       | 1      | 2      |
| 20        | Turchia       | 0   | 1       | 0      | 1      |
| 21        | Finlandia     | 0   | 0       | 1      | 1      |
| 21        | Israele       | 0   | 0       | 1      | 1      |
| 21        | Rep. Ceca     | 0   | 0       | 1      | 1      |

## Piscina 25 m

### 50 m stile libero
| Posizione | Atleta                    | Paese       | Tempo |
| --------- | ------------------------- | ----------- | ----- |
|           | Mark Foster               | Regno Unito | 21.71 |
|           | Pieter van den Hoogenband | Paesi Bassi | 21.79 |
|           | Lorenzo Vismara           | Italia      | 21.83 |

| Posizione | Atleta                | Paese       | Tempo    |
| --------- | --------------------- | ----------- | -------- |
|           | Therese Alshammar     | Svezia      | 24.09 RE |
|           | Anna-Karin Kammerling | Svezia      | 24.90    |
|           | Sue Rolph             | Regno Unito | 24.90    |

### 100 m stile libero
| Posizione | Atleta                    | Paese       | Tempo |
| --------- | ------------------------- | ----------- | ----- |
|           | Pieter van den Hoogenband | Paesi Bassi | 47.20 |
|           | Lars Frölander            | Svezia      | 47.86 |
|           | Karel Nový                | Svizzera    | 48.44 |

| Posizione | Atleta            | Paese       | Tempo    |
| --------- | ----------------- | ----------- | -------- |
|           | Therese Alshammar | Svezia      | 52.80 RM |
|           | Sue Rolph         | Regno Unito | 53.26    |
|           | Sandra Völker     | Germania    | 53.34    |

### 200 m stile libero
| Posizione | Atleta                    | Paese       | Tempo   |
| --------- | ------------------------- | ----------- | ------- |
|           | Pieter van den Hoogenband | Paesi Bassi | 1:44.34 |
|           | Massimiliano Rosolino     | Italia      | 1:45.22 |
|           | Stefan Herbst             | Germania    | 1:46.09 |

| Posizione | Atleta               | Paese       | Tempo   |
| --------- | -------------------- | ----------- | ------- |
|           | Martina Moravcová    | Slovacchia  | 1:56.28 |
|           | Josefin Lillhage     | Svezia      | 1:57.15 |
|           | Natalya Baranovskaya | Bielorussia | 1:57.33 |

### 400 m stile libero
| Posizione | Atleta                | Paese       | Tempo   |
| --------- | --------------------- | ----------- | ------- |
|           | Massimiliano Rosolino | Italia      | 3:42.00 |
|           | Jörg Hoffmann         | Germania    | 3:42.88 |
|           | James Salter          | Regno Unito | 3:43.48 |

| Posizione | Atleta               | Paese       | Tempo   |
| --------- | -------------------- | ----------- | ------- |
|           | Yana Klochkova       | Ucraina     | 4:05.12 |
|           | Natalya Baranovskaya | Bielorussia | 4:06.13 |
|           | Silvia Szalai        | Germania    | 4:06.48 |

### 800 m stile libero
| Posizione | Atleta           | Paese    | Tempo   |
| --------- | ---------------- | -------- | ------- |
|           | Yana Klochkova   | Ucraina  | 8:22.37 |
|           | Flavia Rigamonti | Svizzera | 8:25.82 |
|           | Jana Henke       | Germania | 8:28.89 |

### 1500 m stile libero
| Posizione | Atleta           | Paese    | Tempo    |
| --------- | ---------------- | -------- | -------- |
|           | Igor Chervynskyi | Ucraina  | 14:42.05 |
|           | Jörg Hoffmann    | Germania | 14:45.71 |
|           | Teo Edo          | Spagna   | 14:59.43 |

### 50 m dorso
| Posizione | Atleta             | Paese    | Tempo |
| --------- | ------------------ | -------- | ----- |
|           | Miro Žeravica      | Croazia  | 24.70 |
|           | Tomislav Karlo     | Croazia  | 24.72 |
|           | Sebastian Halgasch | Germania | 24.79 |

| Posizione | Atleta             | Paese    | Tempo |
| --------- | ------------------ | -------- | ----- |
|           | Sandra Völker      | Germania | 27.31 |
|           | Nina Živanevskaja  | Spagna   | 28.24 |
|           | Antje Buschschulte | Germania | 28.35 |

### 100 m dorso
| Posizione | Atleta                | Paese   | Tempo |
| --------- | --------------------- | ------- | ----- |
|           | Örn Arnarson          | Islanda | 53.13 |
|           | Derya Büyükunçu       | Turchia | 53.17 |
|           | Volodymyr Nikolaychuk | Ucraina | 53.27 |

| Posizione | Atleta             | Paese       | Tempo   |
| --------- | ------------------ | ----------- | ------- |
|           | Nina Živanevskaja  | Spagna      | 59.87   |
|           | Antje Buschschulte | Germania    | 1:00.08 |
|           | Sarah Price        | Regno Unito | 1:00.88 |

### 200 m dorso
| Posizione | Atleta        | Paese       | Tempo   |
| --------- | ------------- | ----------- | ------- |
|           | Örn Arnarson  | Islanda     | 1:54.23 |
|           | Jirka Letzin  | Germania    | 1:55.19 |
|           | Adam Ruckwood | Regno Unito | 1:55.25 |

| Posizione | Atleta             | Paese    | Tempo   |
| --------- | ------------------ | -------- | ------- |
|           | Antje Buschschulte | Germania | 2:08.11 |
|           | Nina Živanevskaja  | Spagna   | 2:09.47 |
|           | Nicole Hetzer      | Germania | 2:09.62 |

### 50 m rana
| Posizione | Atleta         | Paese    | Tempo |
| --------- | -------------- | -------- | ----- |
|           | Mark Warnecke  | Germania | 27.10 |
|           | Oleg Lisogor   | Ucraina  | 27.37 |
|           | Roman Sloudnov | Russia   | 27.38 |

| Posizione | Atleta         | Paese       | Tempo |
| --------- | -------------- | ----------- | ----- |
|           | Zoe Baker      | Regno Unito | 31.40 |
|           | Ágnes Kovács   | Ungheria    | 31.49 |
|           | Janne Schaefer | Germania    | 31.95 |

### 100 m rana
| Posizione | Atleta          | Paese      | Tempo |
| --------- | --------------- | ---------- | ----- |
|           | Roman Sloudnov  | Russia     | 58.85 |
|           | Patrik Isaksson | Svezia     | 59.32 |
|           | José Couto      | Portogallo | 59.70 |

| Posizione | Atleta         | Paese    | Tempo   |
| --------- | -------------- | -------- | ------- |
|           | Brigitte Becue | Belgio   | 1:08.15 |
|           | Ágnes Kovács   | Ungheria | 1:08.30 |
|           | Emma Igelström | Svezia   | 1:08.74 |

### 200 m rana
| Posizione | Atleta         | Paese       | Tempo   |
| --------- | -------------- | ----------- | ------- |
|           | Stephan Perrot | Francia     | 2:07.82 |
|           | José Couto     | Portogallo  | 2:09.98 |
|           | Adam Whitehead | Regno Unito | 2:10.98 |

| Posizione | Atleta         | Paese    | Tempo   |
| --------- | -------------- | -------- | ------- |
|           | Anne Poleska   | Germania | 2:24.78 |
|           | Ágnes Kovács   | Ungheria | 2:25.41 |
|           | Brigitte Becue | Belgio   | 2:26.82 |

### 50 m delfino
| Posizione | Atleta          | Paese     | Tempo |
| --------- | --------------- | --------- | ----- |
|           | Miloš Miloševic | Croazia   | 23.35 |
|           | Lars Frölander  | Svezia    | 23.35 |
|           | Jere Hård       | Finlandia | 23.81 |

| Posizione | Atleta                | Paese       | Tempo    |
| --------- | --------------------- | ----------- | -------- |
|           | Anna-Karin Kammerling | Svezia      | 25.64 RM |
|           | Johanna Sjöberg       | Svezia      | 26.42    |
|           | Nicola Jackson        | Regno Unito | 27.17    |

### 100 m delfino
| Posizione | Atleta          | Paese       | Tempo |
| --------- | --------------- | ----------- | ----- |
|           | Lars Frölander  | Svezia      | 51.19 |
|           | James Hickman   | Regno Unito | 51.43 |
|           | Denys Sylantyev | Ucraina     | 52.01 |

| Posizione | Atleta          | Paese     | Tempo |
| --------- | --------------- | --------- | ----- |
|           | Johanna Sjöberg | Svezia    | 57.73 |
|           | Mette Jacobsen  | Danimarca | 59.11 |
|           | Sophia Skou     | Danimarca | 59.80 |

### 200 m delfino
| Posizione | Atleta          | Paese       | Tempo   |
| --------- | --------------- | ----------- | ------- |
|           | James Hickman   | Regno Unito | 1:53.53 |
|           | Thomas Rupprath | Germania    | 1:54.43 |
|           | Denys Sylantyev | Ucraina     | 1:54.86 |

| Posizione | Atleta          | Paese     | Tempo   |
| --------- | --------------- | --------- | ------- |
|           | Mette Jacobsen  | Danimarca | 2:06.87 |
|           | Johanna Sjöberg | Svezia    | 2:08.62 |
|           | Sophia Skou     | Danimarca | 2:09.33 |

### 100 m misti
| Posizione | Atleta       | Paese       | Tempo |
| --------- | ------------ | ----------- | ----- |
|           | Jens Kruppa  | Germania    | 53.93 |
|           | Peter Mankoč | Slovenia    | 54.27 |
|           | Marcel Wouda | Paesi Bassi | 54.38 |

| Posizione | Atleta            | Paese      | Tempo   |
| --------- | ----------------- | ---------- | ------- |
|           | Martina Moravcová | Slovacchia | 1:00.78 |
|           | Annika Mehlhorn   | Germania   | 1:01.82 |
|           | Nataša Kejžar     | Slovenia   | 1:02.16 |

### 200 m misti
| Posizione | Atleta                | Paese       | Tempo   |
| --------- | --------------------- | ----------- | ------- |
|           | Marcel Wouda          | Paesi Bassi | 1:56.45 |
|           | Jirka Letzin          | Germania    | 1:58.23 |
|           | Massimiliano Rosolino | Italia      | 1:58.57 |

| Posizione | Atleta            | Paese       | Tempo      |
| --------- | ----------------- | ----------- | ---------- |
|           | Yana Klochkova    | Ucraina     | 2:09.08 RE |
|           | Martina Moravcová | Slovacchia  | 2:09.25    |
|           | Sue Rolph         | Regno Unito | 2:11.29    |

### 400 m misti
| Posizione | Atleta         | Paese    | Tempo   |
| --------- | -------------- | -------- | ------- |
|           | Frederik Hviid | Spagna   | 4:08.85 |
|           | Jirka Letzin   | Germania | 4:09.85 |
|           | Michael Halika | Israele  | 4:12.25 |

| Posizione | Atleta         | Paese     | Tempo   |
| --------- | -------------- | --------- | ------- |
|           | Yana Klochkova | Ucraina   | 4:34.07 |
|           | Nicole Hetzer  | Germania  | 4:37.47 |
|           | Hana Cerna     | Rep. Ceca | 4:37.74 |

### 4 x 50 m stile libero
| Posizione | Atleta                                                                | Paese       | Tempo   |
| --------- | --------------------------------------------------------------------- | ----------- | ------- |
|           | Daniel Carlsson Stefan Nystrand Lars Frölander Claes Andersson        | Svezia      | 1:27.12 |
|           | Mitja Zastrow Stephan Kunzelmann Alexander Lüderitz Kai Hanschmann    | Germania    | 1:27.76 |
|           | Dennis Rijnbeek Stefan Aartsen Marcel Wouda Pieter van den Hoogenband | Paesi Bassi | 1:27.95 |

| Posizione | Atleta                                                                   | Paese       | Tempo      |
| --------- | ------------------------------------------------------------------------ | ----------- | ---------- |
|           | Johanna Sjöberg Therese Alshammar Anna-Karin Kammerling Malin Svahnström | Svezia      | 1:38.45 RM |
|           | Katrin Meißner Simone Osygus Sandra Völker Britta Steffen                | Germania    | 1:39.21    |
|           | Alison Sheppard Nicola Jackson Karen Pickering Sue Rolph                 | Regno Unito | 1:39.93    |

### 4 x 50 m misti
| Posizione | Atleta                                                              | Paese       | Tempo   |
| --------- | ------------------------------------------------------------------- | ----------- | ------- |
|           | Daniel Carlsson Patrik Isaksson Lars Frölander Stefan Nystrand      | Svezia      | 1:36.00 |
|           | Sebastian Halgasch Mark Warnecke Thomas Rupprath Alexander Lüderitz | Germania    | 1:37.56 |
|           | Neil Willey Darren Mew James Hickman Mark Foster                    | Regno Unito | 1:36.78 |

| Posizione | Atleta                                                                 | Paese       | Tempo      |
| --------- | ---------------------------------------------------------------------- | ----------- | ---------- |
|           | Johanna Sjöberg Emma Igelström Anna-Karin Kammerling Therese Alshammar | Svezia      | 1:49.47 RM |
|           | Sandra Völker Janne Schäfer Marletta Uhle Katrin Meißner               | Germania    | 1:49.87    |
|           | Katy Sexton Zoe Baker Nicola Jackson Sue Rolph                         | Regno Unito | 1:51.64    |